# 3 Count
3 Count foi um stable de wrestling profissional da World Championship Wrestling (WCW) cuja formação se realizou em 1999. O grupo consistia em Shane Helms, Shannon Moore e Evan Karagias, com Tank Abbott como manager.

## No wrestling
- Finishers de três pessoas
  - Aided wheelbarow facebuster[1][2]

- Finishers de duas pessoas
  - Count Down (Combinação Samoan drop (Moore) / Nightmare on Helms Street (Helms))[1]
  - Double vertical suplex[2]